# Sculptomyriola sinevi
Sculptomyriola sinevi är en stekelart som beskrevs av Sergey A. Belokobylskij 1998. Sculptomyriola sinevi ingår i släktet Sculptomyriola och familjen bracksteklar. Inga underarter finns listade i Catalogue of Life.